# Aztlán Parque Urbano
 (août 2024).
Aztlán Parque Urbano est un parc d'attractions situé dans le parc de Chapultepec, à Mexico.

## Histoire
Le site original, ouvert en 1964 sous le nom de Juegos Mecánicos de Chapultepec, était géré par le gouvernement mexicain.
En 1992, il est acquis par le Grupo Mágico Internacional (aujourd'hui Grupo CIE) et rebaptisé La Feria Chapultepec Mágico. Après un accident mortel en septembre 2019, le parc ferme ses portes le 28 septembre 2019.
Le gouvernement mexicain décide alors de transformer le site en un parc urbain moderne, aboutissant à l'ouverture d'Aztlán Parque Urbano en mars 2024,,.

## Investissement et gestion
Le développement d’Aztlán Parque Urbano représente un investissement de 3,6 milliards de pesos mexicains (environ 214,8 millions de dollars américains). L’objectif annoncé est d’attirer environ 2 millions de visiteurs par an.
Contrairement à son prédécesseur, ce parc est géré sous un modèle de partenariat public-privé. La construction et l’exploitation sont assurées par Mota-Engil México, une entreprise spécialisée dans les infrastructures, ainsi que d'autres partenaires privés.

## Les attractions

### Montagnes russes
| Nom de l'attraction | Type                                                         | Constructeur                      | Année d'ouverture |
| ------------------- | ------------------------------------------------------------ | --------------------------------- | ----------------- |
| Cascabel            | Montagnes russes navette                                     | Anton Schwarzkopf                 | 1994              |
| Montaña Infinitum   | Montagnes russes en métal                                    | Anton Schwarzkopf                 | 2007              |
| Montaña Rusa        | Montagnes russes en bois Montagnes russes à anneau de Möbius | National Amusement Device Company | 1964              |
| Ratón Loco          | Montagnes russes en métal                                    | Reverchon Industries              | 1999              |

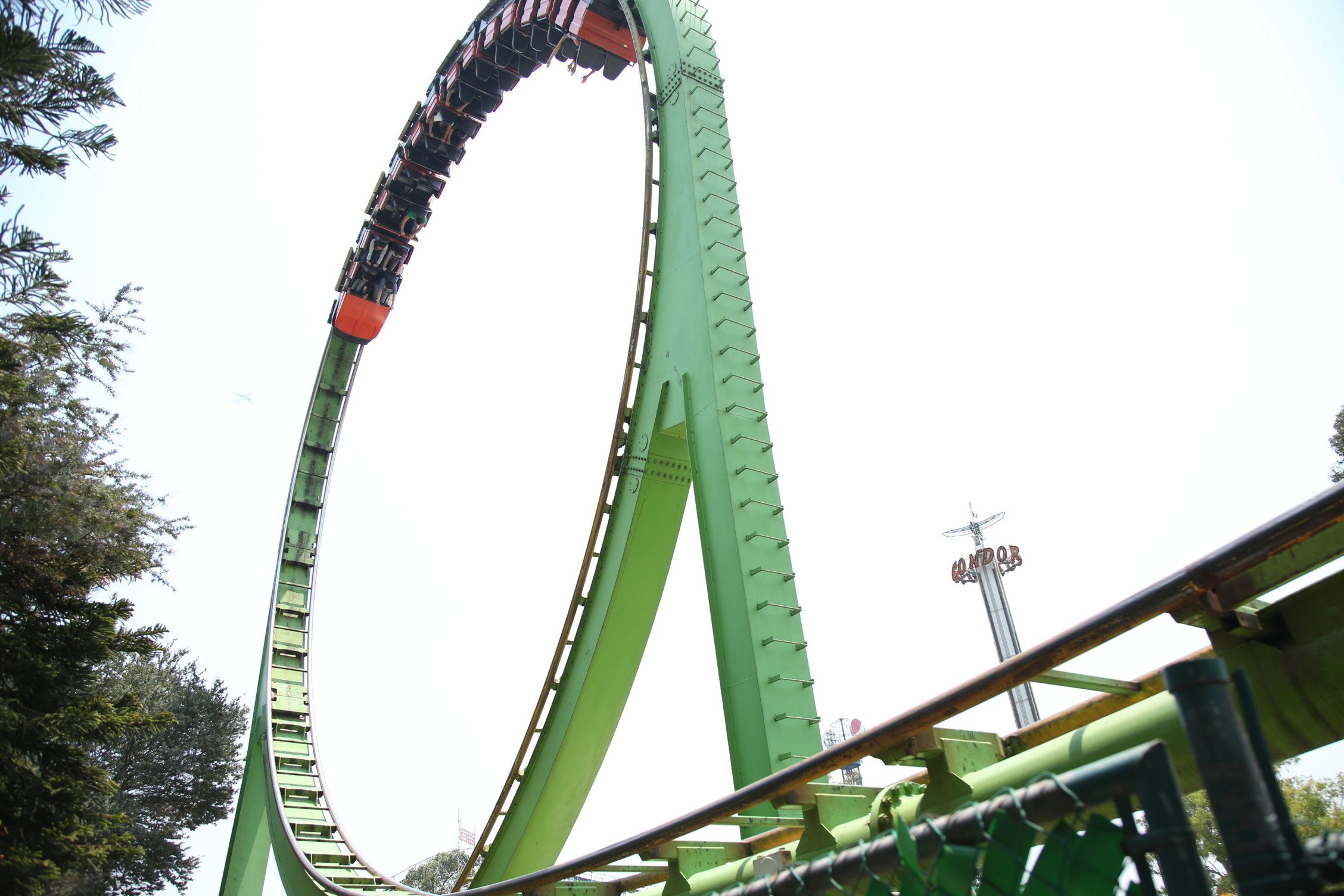
Cascabel
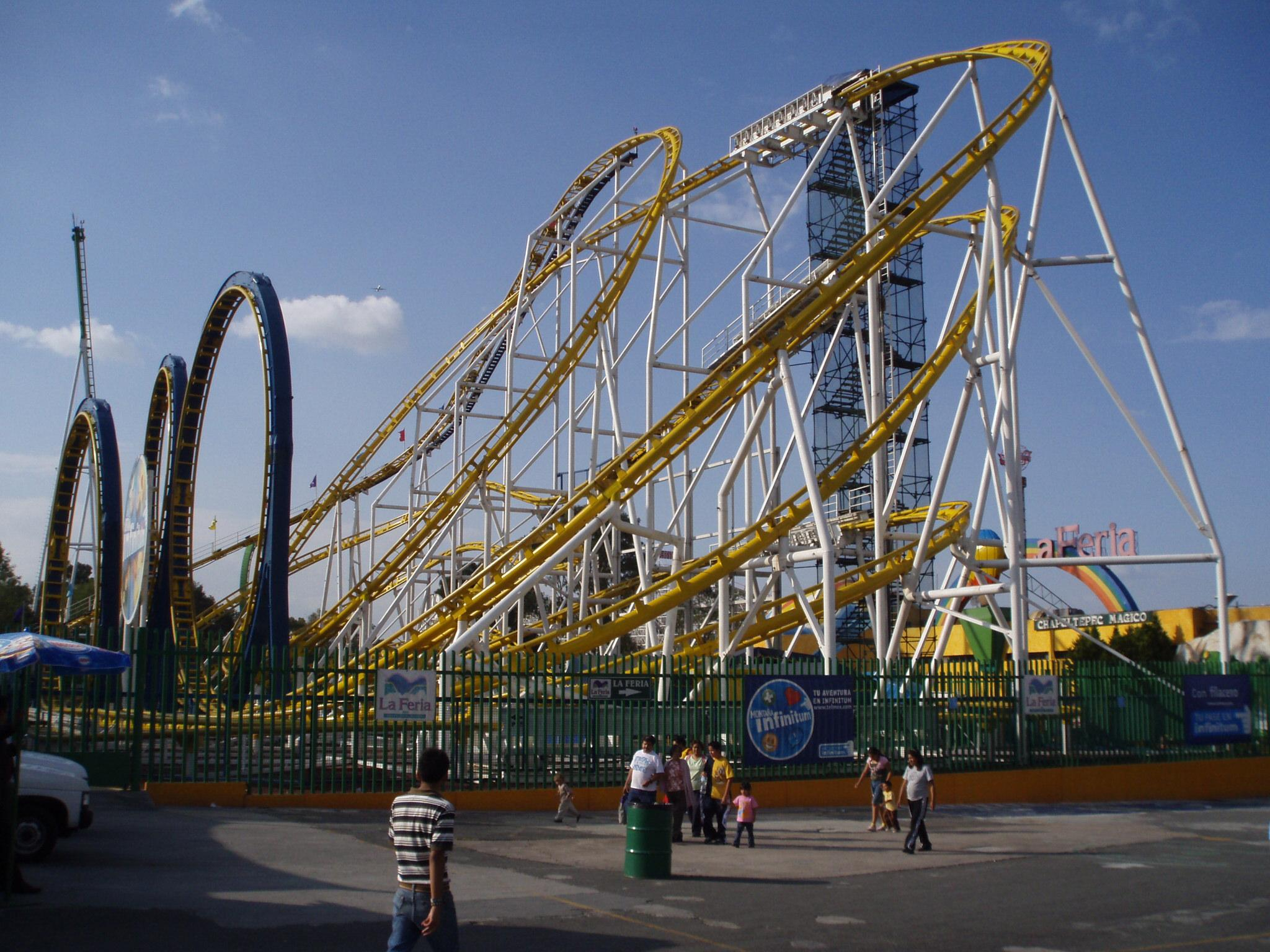
Montaña Infinitum
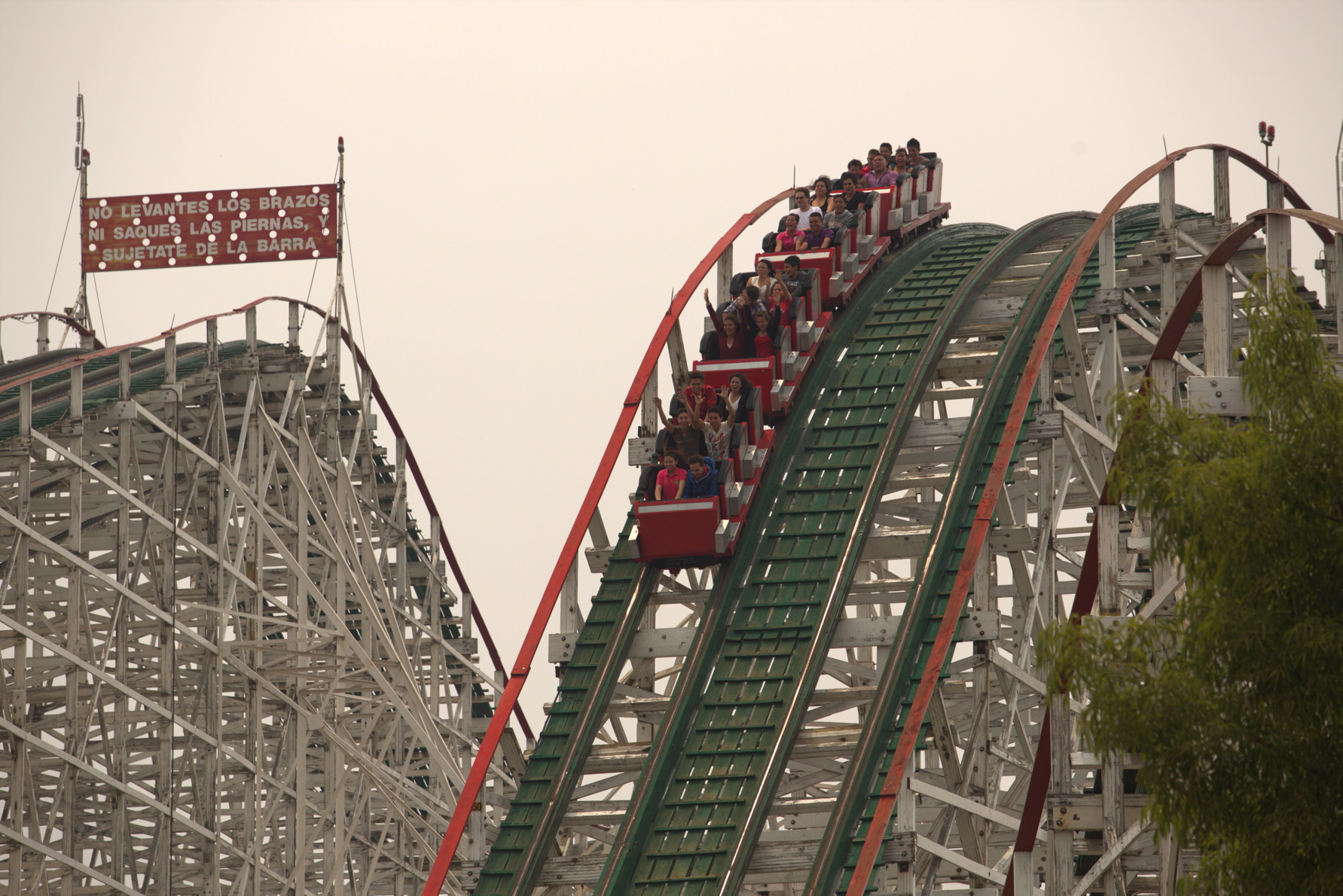
Montaña Rusa
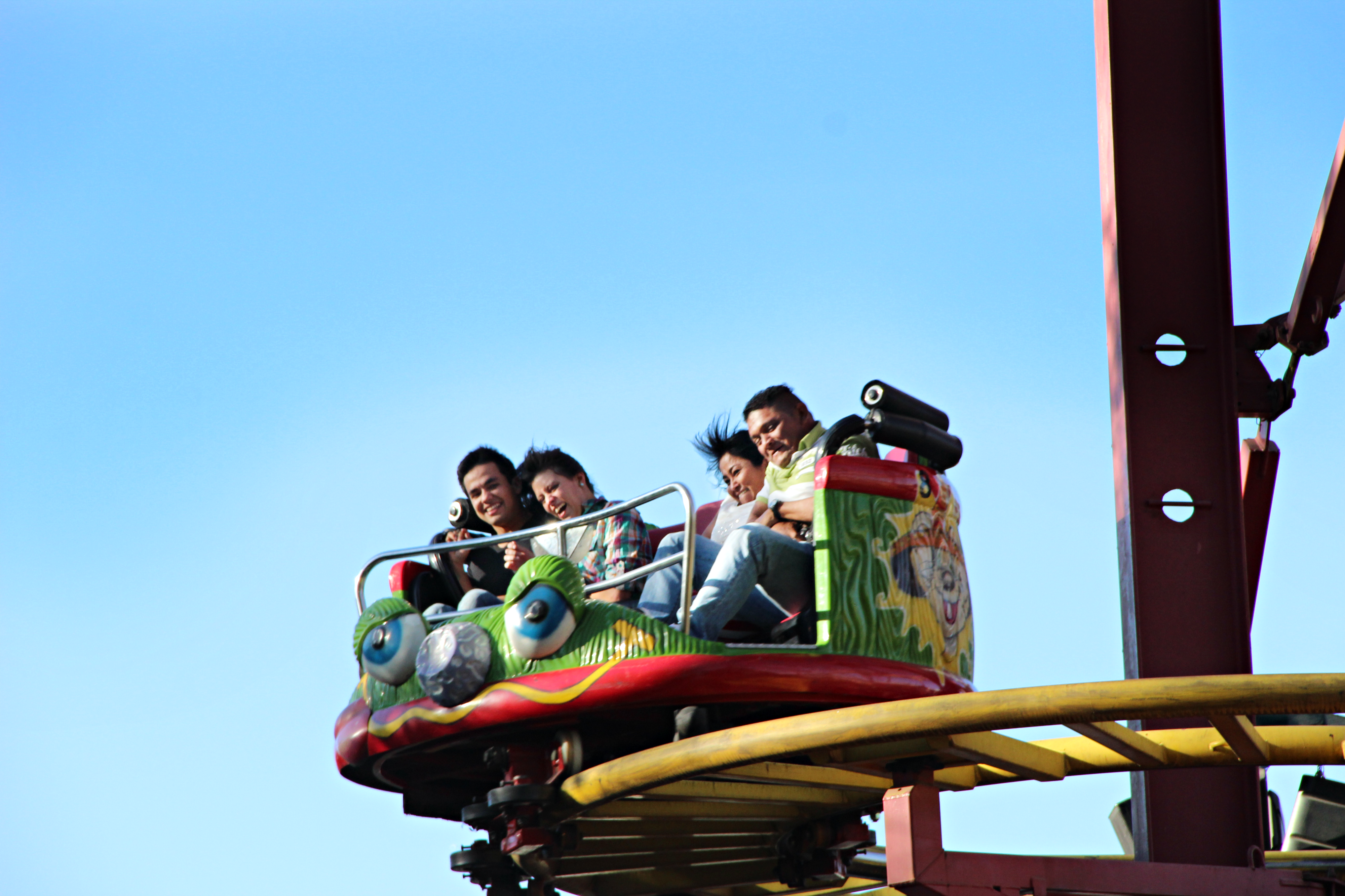
Ratón Loco

### Autres attractions
Le parc comporte également un Top Spin, un Condor, une tour de chute, un parcours de bûches, un bateau à bascule, des autos tamponneuses, un rainbow, un kamikaze, un palais des glaces, un grand carrousel et un grand nombre de petits manèges forains pour enfants.